# Gosia Dobrowolska
Pour les articles homonymes, voir Dobrowolska.
Gosia Dobrowolska, née le 2 juin 1958 en Pologne, est une actrice australienne.

## Filmographie
- 1981 : Dreszcze de Wojciech Marczewski : Malgosia
- 1984 : Silver City : Nina
- 1984 City West (TV) : Nada Stankovic
- 1986 The Surfer : Gina
- 1987 I've Come About the Suicide (TV) : Geneviève
- 1987 Around the World in Eighty Ways : Ophelia Cox
- 1988-1989 À cœur ouvert (TV) : Marianna Kubik
- 1989 Fields of Fire III (TV) : Basia
- 1989 Mission impossible (TV) : Alina
- 1990 Phobia : Renata Simmons
- 1990 Les Ailes des héros (TV) : Thea Rasche
- 1990 Golden Braid : Terese
- 1991 A Woman's Tale : Anna
- 1992 Big Ideas (TV) : Anna Novak
- 1992 G.P. (TV) : Eve Walenska
- 1992 The Nun and the Bandit : sœur Lucy
- 1992 Careful : Zenaida
- 1993 Touche-Moi, de Paul Cox : Sarah
- 1993 Seven Deadly Sins (TV) : Greed
- 1993 The Custodian : Josie
- 1994 Kevin Rampenbacker and the Electric Kettle
- 1994 Exile
- 1994 Resistance : madame Wilson
- 1995 La Saga des McGregor (TV) : Svetlana Koromanskaya
- 1996 Lust and Revenge : Cecilia Applebaum
- 1997 Murder call, fréquence meurtre (TV) : Vida Kristov
- 1998 Never Tell Me Never (TV) : Anne
- 1999 Tydzien z zycia mezczyzny : Anna Borowski
- 2005 Doskonale popoludnie : Maria Mielczarek (la mère de Mikolaj)
- 1999-2006 All Saints (TV) : Lillian Gehler
- 2009 Defect : Marie